# Marco Ferreri
Marco Ferreri (11. května 1928, Milán – 9. května 1997, Paříž) byl italský filmový režisér a scenárista, známý svým provokativním přístupem k filmové tvorbě. Mezinárodní pozornost si získal v roce 1973 satirickým snímkem Velká žranice (La grande bouffe), který kriticky nahlíží na konzumní společnost. Ve svých filmech často záměrně šokoval publikum; příkladem je Maso (La carne), kde hlavní postava sní svou milenku.

## Život a tvorba
Marco Ferreri se narodil 11. května 1928 v Miláně, kde také vyrůstal. Po absolvování gymnázia zahájil studium veterinární medicíny na Univerzitě v Miláně, které však nedokončil. Několik let pracoval jako obchodní zástupce pro likérku a reklamní agenturu, než se koncem 40. let dostal k filmu prostřednictvím reklamních snímků. V roce 1950 spoluzaložil filmový časopis Documento Mensile, který měl sloužit jako platforma pro známé režiséry a spisovatele, ale po dvou vydáních byl ukončen. Nějaký čas pracoval v pomocných rolích u neorealistických filmů, než se koncem 50. let prosadil jako režisér celovečerních snímků ve Španělsku. Marco Ferreri vnímal film nejen jako umělecký prostředek, ale i jako společenský fenomén. Jak sám řekl:
| „ | Film byl místem, kde společnost mohla zapomenout na své rozdělení. Kino bylo vždy otevřené všem. Když se objevilo, za pár drobných se mohli bohatí i chudí společně smát a plakat. | “ |

V roce 1952 působil Marco Ferreri poprvé jako produkční manažer na hraném filmu Plášť (Il cappotto) režiséra Alberta Lattuady. V následujících letech se podílel na dalších projektech Cesare Zavattiniho a Riccarda Ghioneho, kde si mimo jiné vyzkoušel i hereckou roli. Roku 1956 odešel do Španělska, kde se seznámil s romanopiscem a humoristou Rafaelem Azconou. Jejich spolupráce trvala řadu let a začala satiricko-groteskním debutem Malý byt (El pisito), který měl premiéru v roce 1958. Následovaly další dva filmy, rovněž produkované ve Španělsku, které byly oceněny na festivalech a nesly sarkastický a ironický tón. Poté se Ferreri vrátil zpět do rodné Itálie.
Jak se ukázalo už v jeho prvních filmech, Marco Ferreri rád provokoval publikum svými sebedestruktivními, groteskními a pesimistickými pohledy. Po účasti na jedné epizodě filmu Italky a láska (Le italiane e l’amore) od Cesare Zavattiniho natočil nekonformní, často kontroverzně diskutované a přijímané snímky Včelí královna (Una storia moderna – l’ape regina), Žena opice (La donna scimmia) a Svatební pochod (Il matrimonio). V těchto filmech zkoumal radikální vztahy mezi mužem a ženou, což mu definitivně vyneslo pověst provokatéra a šokujícího tvůrce.
Také jeho následující filmy vyvolávaly četné skandály. Stálými tématy jeho tvorby byly pochmurné reflexe střetu individuálních osudů se společenskými normami, které Ferreri často analyzoval v extrémní podobě a proměňoval je v hořce ironické filmy o lidské existenci. Publikum však nešokovala jen témata, ale i způsob jejich ztvárnění. Film Velká žranice (La grande bouffe, 1973) se stal celosvětovým úspěchem, i když při své premiéře na festivalu v Cannes vyvolal pobouření části publika a rozdělené reakce kritiky.
Mnoho jeho pozdějších filmů bylo charakteristických výraznou groteskností a polemickým tónem. Ferreriho tvorba se vyznačuje důslednou prací se symboly, častým využíváním absurdity, ironie a stylizace. Ve svých dílech často zkoumal psychologické a společenské paradoxy, přičemž se nevyhýbal kontroverzním tématům ani formám. V pozdějších letech se jeho filmy zaměřovaly na introspektivní motivy, jako jsou rodinné vztahy, krize identity či střet jednotlivce se společenskými normami. Jeho přístup k filmové tvorbě bývá označován za nekonvenční a obtížně zařaditelný do tradičních žánrových kategorií.

## Filmografie (Výběr)
- 1959 Malý byt (El pisito)
- 1959 Kluci (Los chicos)
- 1960 Invalidní vozík (El cochecito)
- 1961 Italky a láska (Le Italiane e l’amore) – jedna epizoda
- 1963 Včelí královna (Una storia moderna – l’ape regina)
- 1964 Opice žena (La donna scimmia)
- 1965 Break-Up (L’uomo dei cinque palloni)
- 1965 Casanova ’70 – jako herec
- 1967 Harém (L’harem)
- 1969 Dillinger je mrtvý (Dillinger è morto)
- 1969 Semeno člověka (Il seme dell’uomo)
- 1972 Audience (L’udienza)
- 1972 Sama s Giorgiem (Liza)
- 1973 Velká žranice (La grande bouffe)
- 1974 Nedotýkej se bílé ženy (Touche pas à la femme blanche)
- 1976 Poslední žena (L’ultima donna)
- 1978 Sen o opici (Ciao maschio)
- 1979 Mé útočiště (Chiedo asilo)
- 1981 Příběhy obyčejného šílenství (Storie di ordinaria follia)
- 1982 Příběh Piery (Storia di Piera)
- 1984 Budoucnost patří ženě (Il futuro è donna)
- 1986 Miluji tě (I love you)
- 1991 Dům radosti (La casa del sorriso)
- 1991 Maso (La carne)
- 1993 Deník neřesti (Diario di un vizio)
- 1996 Stříbrný nitrát (Nitrato d’argento)

## Ocenění
- 1960 Cena FIPRESCI za film Invalidní vozík (El cochecito) na filmovém festivalu v Benátkách[7]
- 1972 Cena FIPRESCI za film Audience (L’udienza) na Berlinale
- 1973 Cena FIPRESCI za film Velká žranice (La grande bouffe) na festivalu v Cannes[4]
- 1978 Velká cena poroty za film Sen o opici (Ciao maschio) na festivalu v Cannes[8]
- 1980 Stříbrný medvěd za film Mé útočiště (Chiedo asilo) na Berlinale[9]
- 1981 Cena FIPRESCI za film Příběhy obyčejného šílenství (Storie di ordinaria follia) na festivalu v San Sebastiánu
- 1982 David di Donatello za Příběhy obyčejného šílenství v kategoriích nejlepší režie a nejlepší scénář[10]
- 1991 Zlatý medvěd za film Dům radosti (La casa del sorriso) na Berlinale[4][11]